# Schwabinger Bach

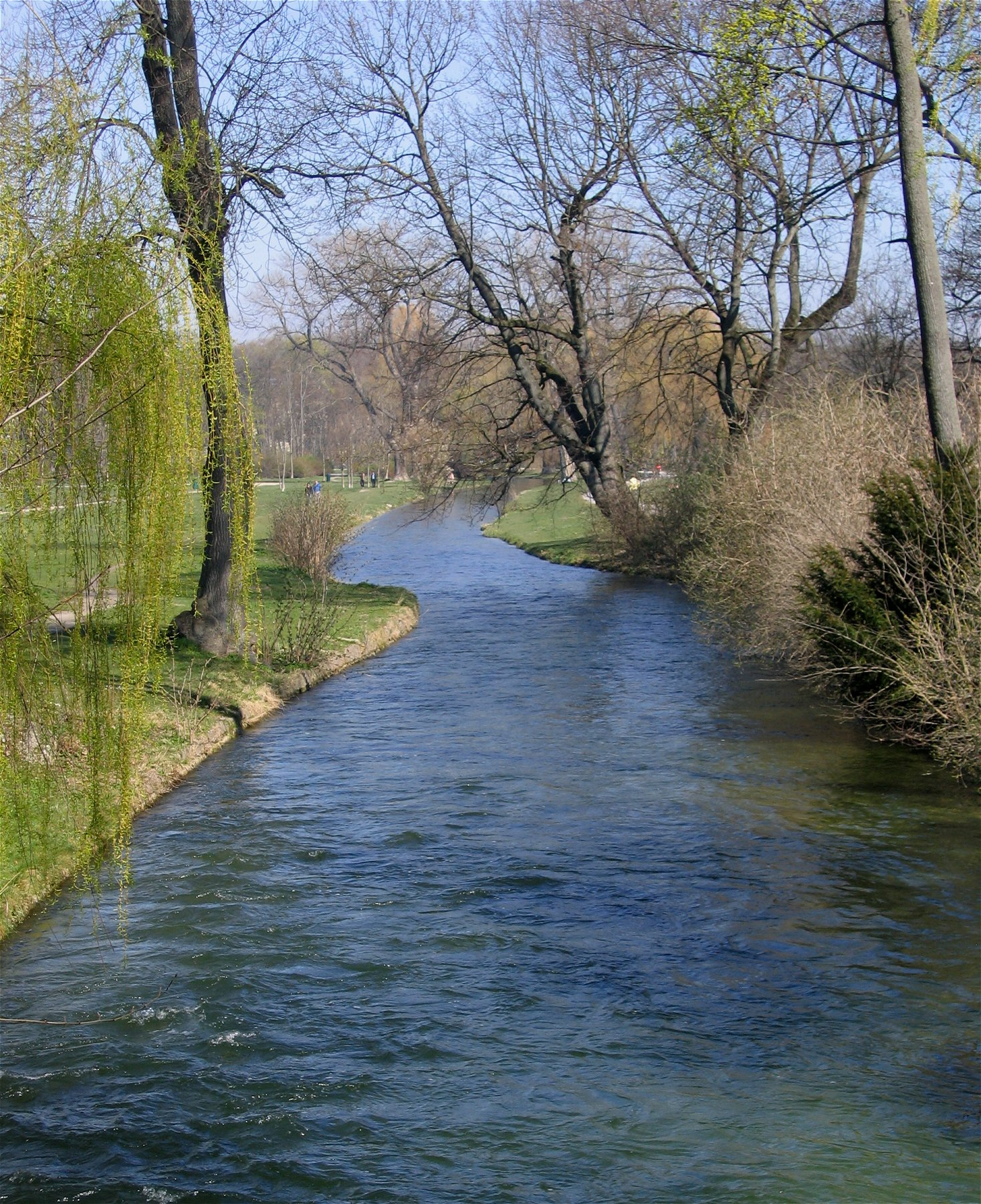
Schwabinger Bach, Blick nach Norden

Der Schwabinger Bach ist ein Bach im Englischen Garten in München.

## Beschreibung
Er ist der westlichste der Bäche und beginnt, anders als bis 1945, als das Teilstück des Eisbachs bis zum Wasserfall als Schwabinger Bach bezeichnet wurde, an der Von-der-Tann-Straße als Fortsetzung des Köglmühlbachs, der das Wasser des Westlichen Stadtgrabenbachs aufnimmt (Lage), fließt am Japanischen Teehaus vorbei und berührt an einem künstlich angelegten Wasserfall den Eisbach (Lage) und durchfließt die als FKK-Gelände bekannt gewordene Schönfeldwiese. Nach der Einmündung des Entenbachs (Lage) umfließt er am westlichen Rand des Englischen Gartens den Kleinhesseloher See, bevor er den Mittleren Ring unterquert. Kurzzeitig geteilt dient er dann der Energieversorgung des Lodenfrey Parks. Auf Höhe des Nordfriedhofs mündet linksseitig der Nymphenburg-Biedersteiner Kanal ein (Lage). Am Aumeister trennen sich Schwabinger Bach und Mühlbach (Lage), der durch das Gelände des ehemaligen Freibads Floriansmühle verläuft und von dem der Schleißheimer Kanal gespeist wird und der sich nördlich des Notauslasses als Garchinger Mühlbach fortsetzt, sie durchfließen die Isarauen und münden nahe Garching bei München in die Isar (Lage).

## Fotos

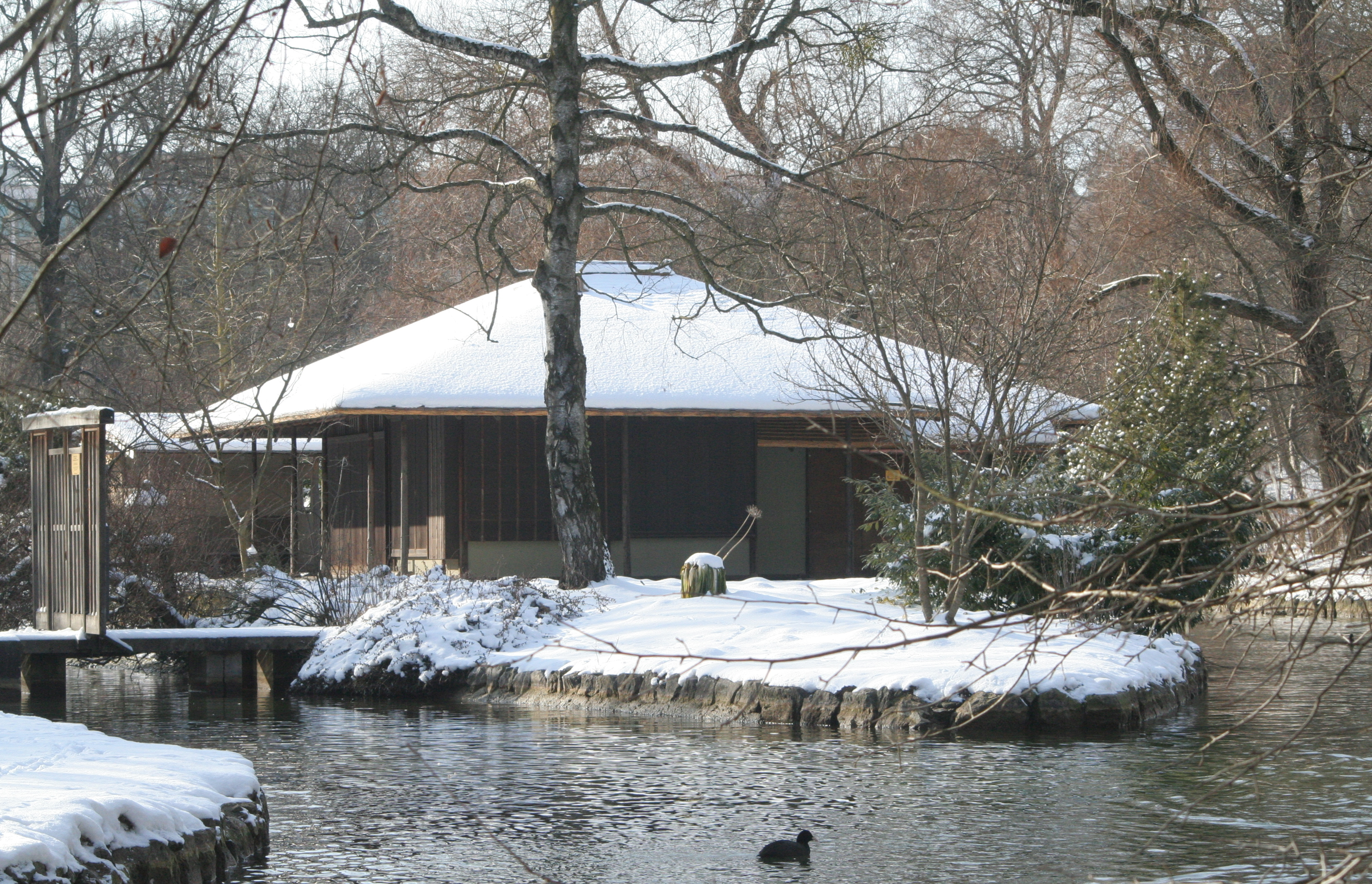
Schwabinger Bach am Japanischen Teehaus
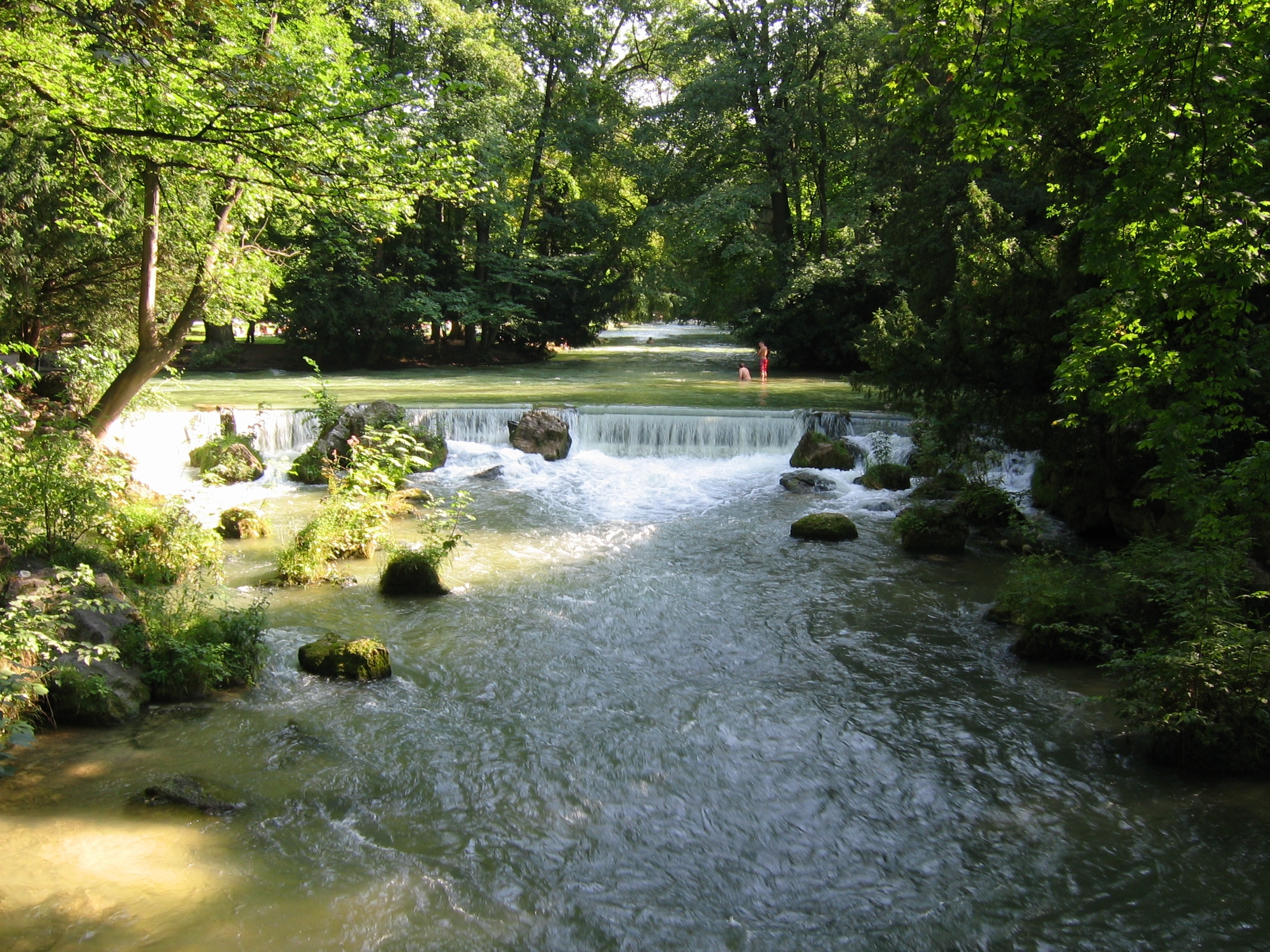
Eisbach und Schwabinger Bach
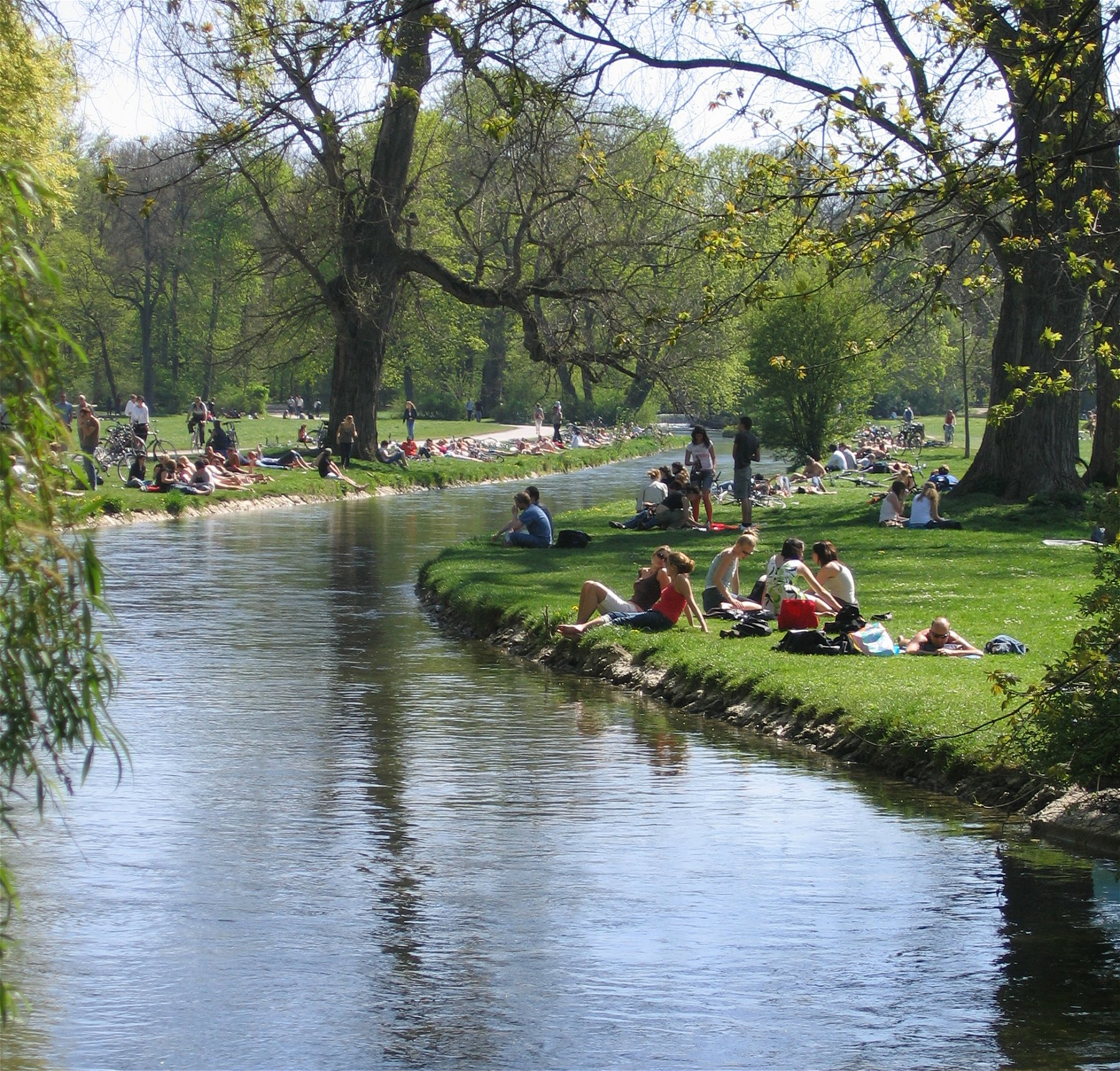
Schwabinger Bach, Blick nach Süden
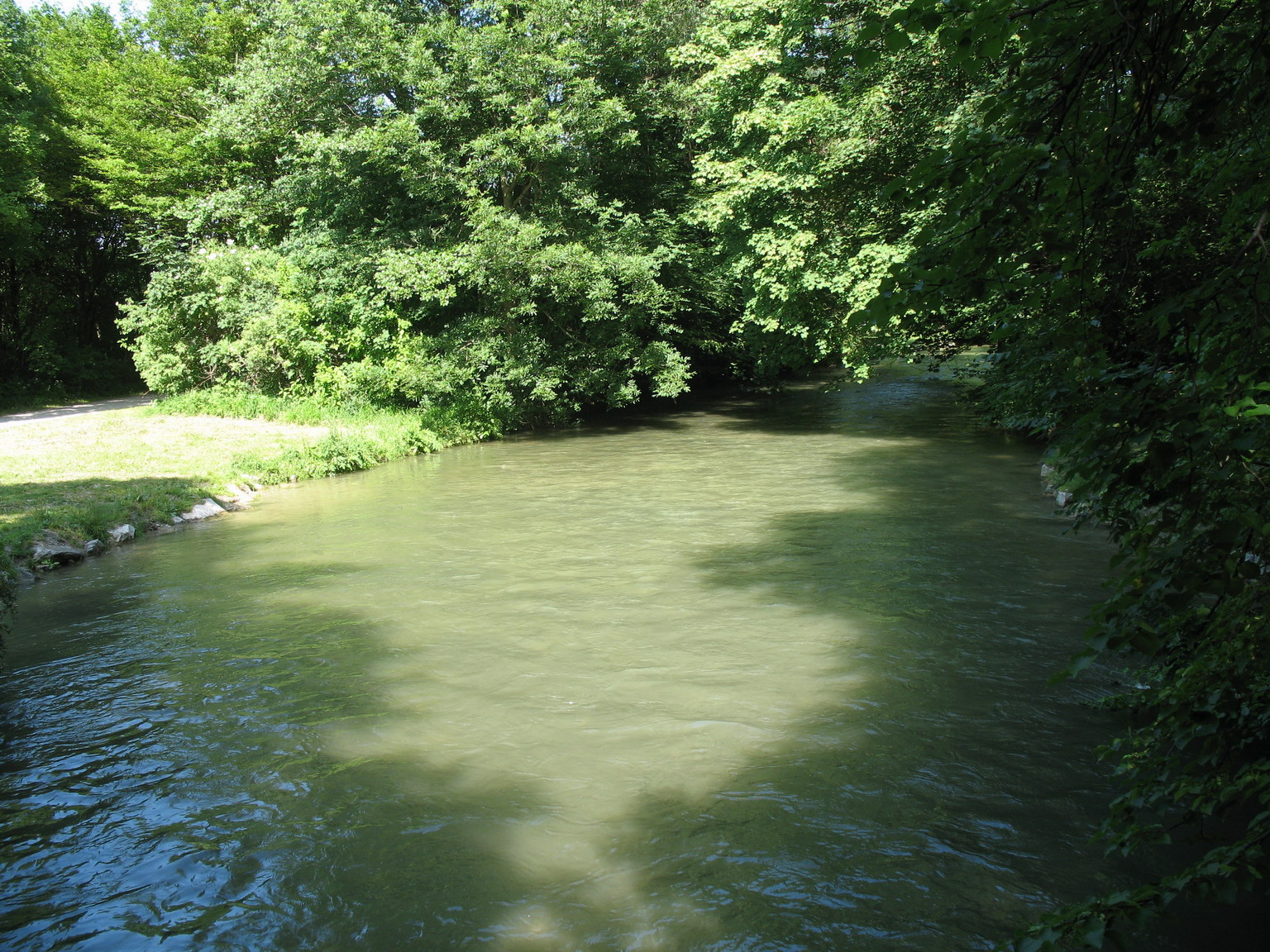
Schwabinger Bach in der Hirschau
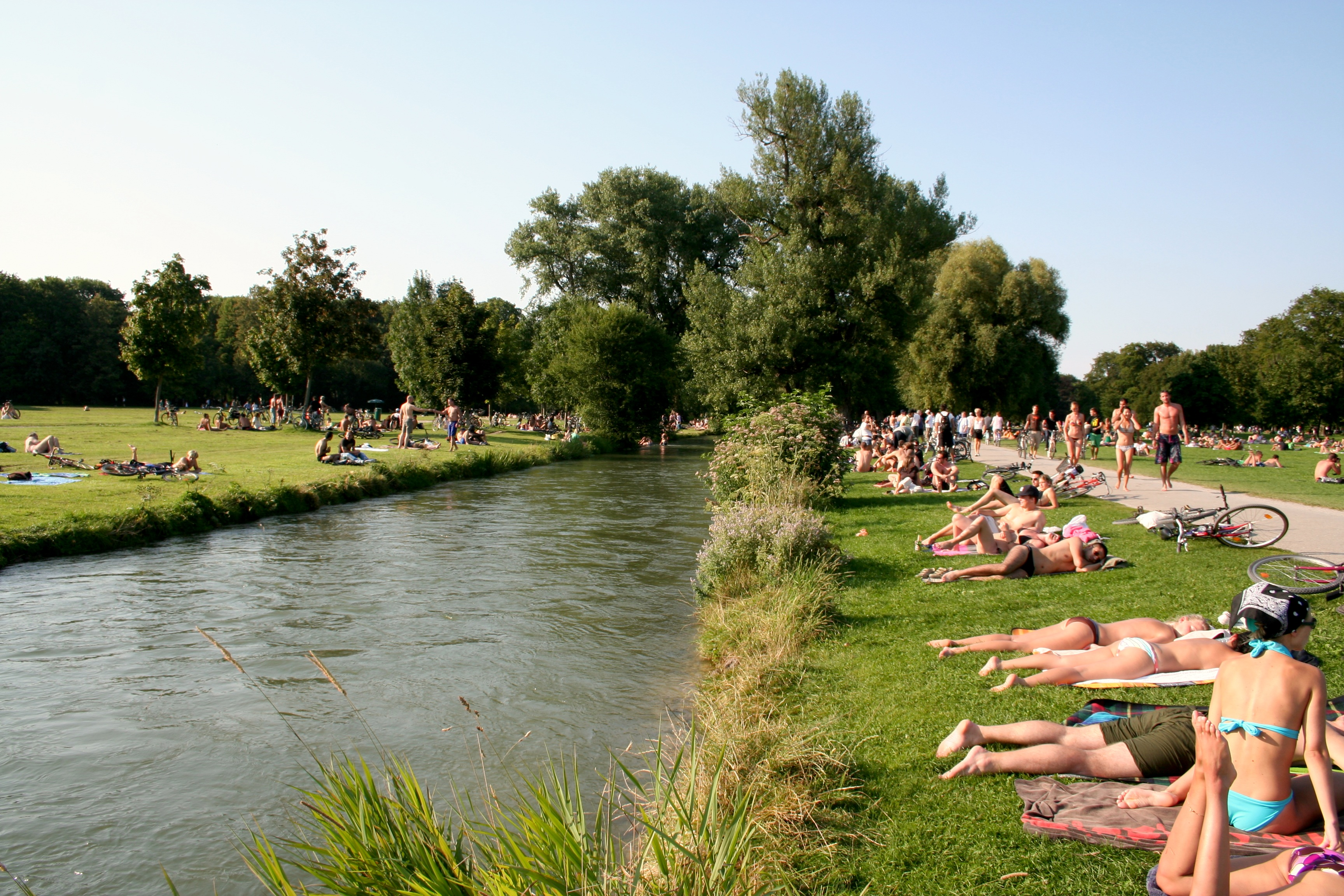
Schwabinger Bach im Hochsommer